# Залужье (Усть-Кубинский район)
Залужье — деревня в Усть-Кубинском районе Вологодской области.
Входит в состав Устьянского сельского поселения, с точки зрения административно-территориального деления — в Устьянский сельсовет.
Расстояние до районного центра Устья по автодороге — 3,5 км. Ближайшие населённые пункты — Устье, Шпилиха, Ивановское.
По переписи 2002 года население — 1 человек.